# Kolopom-Sprachen

Das Kolopom-Sprachgebiet (rot) beschränkt sich fast nur auf die Yos-Sudarso-Insel.

Kolopom-Sprachen werden hauptsächlich auf der indonesischen Yos-Sudarso-Insel gesprochen. Diese etwa 180 km lange und 100 km breite Insel (Bild) liegt vor der Südwestküste Neuguineas (7° 53′ S, 138° 23′ O). Die Kolopom-Sprachen gehören zu den Trans-Neuguinea-Sprachen, der größten Sprachfamilie innerhalb der nicht-austronesischen Sprachen Neuguineas, den sogenannten Papuasprachen.
Erforscht wurden diese Sprachen um 1975 durch den austro-australischen Linguisten Stephen Wurm (1922–2001) und später, um 2005, durch dessen australischen Kollegen Malcolm Ross (* 1942).
Sprachen der Kolopom-Sprachfamilie sind:
- Kimaama oder Kimaghana (kig)
- Ndom (nqm)
- Riantana (ran)